# Тотолапан
Тотолапан (исп. Totolapan) — посёлок и административный центр одноимённого муниципалитета в мексиканском штате Морелос. Численность населения, по данным переписи 2010 года, составила 6198 человек.

## Общие сведения
Название Totolapan происходит из языка науатль и его можно перевести как: лысухи на воде.
Поселение было основано чичимеками задолго до колонизации Мексики.
В 1510 году Тотолапан переходит в подчинение Монтесумы.
В 1521 году Гонсало де Сандоваль принимает ключи от поселения.